# Lorenzo Nigro
Lorenzo Nigro (Roma, 13 dicembre 1967) è un archeologo italiano.
È professore ordinario di Archeologia e Storia dell'Arte del Vicino Oriente Antico e di Archeologia Fenicio-Punica alla Sapienza di Roma; è anche scrittore e acquarellista. Dirige le missioni archeologiche della Sapienza a Gerico, Betlemme, Batrawy, Mozia e co-dirige la missione congiunta con l'Institut National du Patrimoine della Tunisia a Cartagine.

## Biografia
Figlio primogenito di Marcella De Angelis (1939-) professoressa di latino, greco e italiano al Liceo Visconti di Roma e di Gianluigi Nigro (1936-2012), professore universitario, architetto urbanista, si è formato nel Liceo Mamiani di Roma, dove si è diplomato con 60/60' nel 1986. Negli anni dell'infanzia e della giovinezza ha vissuto criticamente l'esperienza dello scautismo, cui era stato avvicinato dagli zii materni sacerdoti (Alessandro De Angelis, 1932-2019, Agostino De Angelis 1943-2011), traendone ispirazione per la futura organizzazione delle missioni archeologiche da lui dirette, definite "leggere, funzionali, basate sulla responsabilità e sull'alto senso del valore sociale della ricerca scientifica multidisciplinare". Si è laureato in Archeologia e Storia dell'Arte del Vicino Oriente antico alla Sapienza con lode avendo come relatore e maestro Paolo Matthiae, lo scopritore di Ebla, l'antica capitale della Siria, dove Nigro si è formato come archeologo tra 1990 e 1997.  La tesi, discussa nel 1992 e pubblicata a Roma dalla Sapienza nel 1994, è il primo studio complessivo de "L'architettura palaziale della Palestina nell'età del Bronzo e del Ferro" (CMAO V, Roma 1994). Ha poi  conseguito nel 1997 il Dottorato di Ricerca in Archeologia Orientale con una tesi sui corredi vascolari delle Tombe Reali di Ebla (MSAE VIII, Roma 2009). Il suo interesse per l'area siro-palestinese sfocerà quello stesso anno negli scavi svolti a Tell es-Sultan, l'antica Gerico (intrapresi dal 1997 assieme a Nicolò Marchetti e Hamdan Taha e da lui diretti poi dal 2009 al 2023), e in Giordania, a Khirbet al-Batrawy, l'antica città dell'Età del Bronzo Antico (III millennio a.C.) che ha scoperto nel 2004. Nel 2005 fonda la Sapienza University of Rome Expedition to Palestine & Jordan (ROSAPAJ) e avvia una serie di progetti di ricerca e di studio, che troveranno una importante sede di pubblicazione nella rivista Vicino Oriente da lui diretta e nella collana "Rome Sapienza University Studies on the Archaeology of Palestine & Transjordan" (ROSAPAT) nella quale sono pubblicati sistematicamente i risultati degli scavi Gerico e Khirbet al-Batrawy, cui corrisponde, per gli studi su Mozia la collana "Quaderni di Archeologia Fenicio-Punica" (QAFP).

## Formazione e scoperte archeologiche
Il suo percorso accademico si è svolto principalmente alla Sapienza, con alcune esperienze iniziali svolte nelle Università Pontificie. Ha infatti insegnato Archeologia e geografia biblica presso la Pontificia Università Lateranense (1996-2000) e al Pontificio Istituto Biblico (2000-2006), mentre dal 1998 al 2005 è stato responsabile del Reparto Antichità Orientali dei Musei Vaticani dirigendo il Museo Gregoriano Egizio e curando l'allestimento delle ultime quattro sale del museo.  
Dal 2000 al 2005 è stato ricercatore e poi professore associato di Archeologia e Storia dell'Arte del Vicino Oriente Antico sempre alla Sapienza, prima nel Dipartimento Scienze dell'Antichità e poi di Studi Orientali. Dal 1 settembre del 2021 è Professore Ordinario della stessa disciplina sempre nella Facoltà di Lettere e Filosofia della Sapienza. Inoltre, dopo essere succeduto ad Antonia Ciasca nella cattedra di Archeologia Fenicio-Punica, la ha tenuta fino al 2020. Ha rivitalizzato la rivista scientifica di Classe A "Vicino Oriente" dal 2000 ed è membro di numerosi comitati redazionali e scientifici di riviste nazionali e internazionali. 
Dal 2013 è Direttore del Museo del Vicino Oriente Egitto e Mediterraneo della Sapienza, di cui ha curato il riallestimento nella nuova sede del Palazzo del Rettorato (lato posteriore, sala Piacentiniana), incrementandone le collezioni e organizzandovi, dall'inaugurazione il 19 marzo del 2015, una serie di mostre e di eventi scientifici. In questa impresa Nigro, oltre a mettere a frutto l'esperienza dei Musei Vaticani, ha fatto confluire le idee sviluppate durante diversi soggiorni a Philadelphia presso lo University of Pennsylvania Museum of Archaeology and Anthropology (2015-2016).
È stato protagonista di importanti scoperte archeologiche negli scavi che dirige da più di venti anni in Sicilia, sull'isola di Mozia (2002-2023), in Palestina, nell'antica città di Gerico (Tell es-Sultan; 1997-2023), a Betlemme, Tell Abu Zarad (antica Tappuah, 2015-16), e in Giordania a Khirbet al-Batrawy (2005-2023), antichissima città del III millennio a.C. che ha scoperto nel 2004, e a Jamaan e Khirbet al-Jamus (2017-2020), due fortezze dell'Età del Ferro nella regione di Zarqa. Dal 2019 conduce, assieme a Moez Achour e Mounir Fantar dell'Institut National du Patrimonie della Tunisia, gli scavi della Sapienza a Cartagine sulla Collina dell'Odéon e presso la necropoli di Dermech nell'area delle Terme di Antonino (2019-2023).
Ha dato un contributo significativo alla ricostruzione dell'archeologia e della storia del Levante nell'Età del Bronzo e del Ferro attraverso una grande varietà, qualità e quantità di pubblicazioni. I suoi studi su Gerico (con l'identificazione del nome cananeo della città "Ruha" nel II millennio a.C.), e Betlemme hanno contribuito ad una profonda revisione della storia e dell'archeologia di questi importanti centri preclassici. Le sue ricerche sul Mediterraneo, partite da Mozia, sono sfociate nel grande progetto PRIN 2017 "Peoples of the Middle Sea" condotto coordinando 60 ricercatori per ricostruire l'innovazione, l'integrazione e il cambiamento nella formazione delle culture mediterranee tra II e I millennio a.C.
A Mozia ha individuato diverse strutture arcaiche: gli strati preistorici del II millennio a.C., il Fondaco che fu il primo stanziamento fenicio sull'isola, che ha datato all'inizio dell'VIII secolo a.C., il Tèmenos Circolare con il Tempio di Baal e di Astarte, la Fortezza Occidentale, la Casa del sacello domestico, la Casa del corno di Tritone, e ha ripreso gli scavi del c.d. Tempio del Cappiddazzu (dedicato probabilmente al dio fenicio Melqart/Herakles); ha inoltre scavato al Tofet, il santuario per i fanciulli incinerati (effettuando importanti analisi del DNA antico) e, riprendendo estensivamente l'esplorazione delle mura, cui ha dedicato due studi fondamentali (Nigro 2019 e 2020). Nella Torre 6 delle mura di Mozia ha scoperto la stele funeraria di un importante personaggio, Abdi-Melqart, mentre presso il Tempio di Astarte del Kothon ha ritrovato un'antica àncora litica del II millennio a.C., molto più antica quindi dello stanziamento fenicio, oltre a tre depositi votivi di oggetti appartenuti al tempio, compresa la Protome di Astarte.
In Giordania, l'individuazione nel 2004 e la successiva l'esplorazione dell'antica città di Khirbet al-Batrawy, ha portato alla scoperta del "Palazzo delle Asce di Rame" nel quale era conservati in uno strato di distruzione importanti reperti del III millennio a.C., tra i quali cinque asce di rame (oggi esposte nel Museo Archeologico Nazionale della Cittadella di Amman) una collana con 630 perle e diversi torni da vasaio, nonché diversi reperti egiziani (un lotus vase, una slate palette, un serekh frammentario e una perla di amazzonite), che hanno consentito di riconoscere le relazioni commerciali di Batrawy al tempo dei Faraoni della IV-VI Dinastia. 
Nel 2015-2016 ha diretto il progetto della Cooperazione Italiana "JOAP=Jericho Oasis Archaeological Park" per la salvaguardia e valorizzazione di 13 siti archeologici nell'Oasi di Gerico. Dal 2022 ha intrapreso un nuovo intervento per la valorizzazione del sito di Tell es-Sultan, sempre sostenuto dall'AICS e dall'Unesco assieme al Ministero del Turismo e delle Antichità della Palestina, che mira al riconoscimento del sito nella World Heritage List dell'Unesco.
La sua passione e le sue esperienze sul campo sono riflessi nei due romanzi archeologici: Gerico. La Rivoluzione della preistoria e I genî di Mozia, dedicati rispettivamente all'Età neolitica nella più antica città del mondo e alla saga della Famiglia di Giuseppe Whitaker e al mistero del tesoro di Garibaldi.
Dal 2009, nella sua qualità di direttore della missione archeologica a Mozia della Sapienza è entrato a far parte del Consiglio Scientifico della Fondazione Giuseppe Whitaker, Palermo, per la quale ha curato l'edizione di diversi volumi e ha quindi conosciuto la realtà della Villa Malfitano a Palermo, un monumento unico di cui si è anche occupato.
Dal 2017 si è interessato alla riproduzione delle opere di scultura antica attraverso scansione laser e la fotogrammetria realizzando diverse repliche della straordinaria statua del cosiddetto Giovane di Mozia e della statua del Baal di Mozia (oggi conservata al Museo archeologico regionale Antonino Salinas di Palermo). Nel 2022 ha realizzato una replica in materiale organico della mummia del faraone Ramses II nel Museo del Vicino Oriente Egitto e Mediterraneo della Sapienza.

## Opere
Negli anni Nigro ha avuto una fiorentissima produzione scientifica, che lo ha portato sinora a scrivere più di venti monografie e di duecentotrenta articoli su riviste referenziate di archeologia della Palestina, della Siria, della Mesopotamia, dell'Egitto e del mondo fenicio-punico e della preistoria del Mediterraneo. 

## Riconoscimenti
Tra i numerosi premi che ha vinto, vanno ricordati:
- il Premio conseguito nel 1999 come archeologo emergente per le scoperte a Gerico, attribuito dal Carsten Niebhur Institut dell'Università di Copenaghen, St. Damasus Scholar

- la Kress Lectureship attribuita dall'Archaeological Institute of America per l'a.a. 2015-2016

- il Premio Colosseo per la scoperta di Batrawy

- il Premio "Silvia Dall'Orto" 2019 per il libro Gerico. La Rivoluzione della preistoria (Marsala-Roma 2019)

- l'International Solunto Award 2020 dedicato alle eccellenze siciliane per la sua carriera di archeologo a Mozia in Sicilia

- il Premio "Antonino Di Vita" per la divulgazione scientifica in archeologia nel 2021

- il Premio MicroEditoria di qualità 2021 [1] per il libro I genî di Mozia (Marsala-Roma 2020)